# Bobolin, Sławno Amt
 Denne artikel bør gennemlæses af en person med fagkendskab for at sikre den faglige korrekthed.
    Reference nr 1. ligner en endnu ikke tilpasset polsk skabelon 

Bobolin (tysk: Böbbelin) er en landsby i det nordvestlige Polen, beliggende i provinsen Vestpommern, Sławno Amt, i Darłowo Kommunen ved Droga wojewódzka nr 203. Ifølge data fra 28. september 2009 havde landsbyen 135 fastboende.[kilde mangler]

## Beliggenhed
Landsbyens område er dækket af kurstedsbeskyttelseszone "B" Dąbki.
Martwa Woda-strømmen løber i den nordlige del af landsbyen.
I årene 1975-1998 lå byen i Koszalin-provinsen.

## Historie
I 1784 var der: 1 landsbyforvalter, 5 bønder i Bobolin. I 1818 havde landsbyen 152 indbyggere. Tallet steg til 192 i 1871, men faldt igen i 1939 til 129.
En stor, voldsom storm ramte byen i vinteren 1913/14. En enorm masse vand strømmede ind i Bobolin og oversvømmede næsten hele landsbyen og vejforbindelser.
I et stykke tid smeltede Lake Bukowo sammen med havet.
I 1937 blev der bygget en artilleriskydebane i en afstand af 1,5 km fra landsbyen i kystområdet.
I 1945 blev denne landsby med landsbyerne Boryszewo, Dąbki, Bukowo Morskie, Żukowo Morskie og Gleźnowo indlemmet i Sławno poviat.
Landsbyen blev erobret af den sovjetiske hær den 6. marts 1945. I efteråret 1945 blev den tysktalende befolkning fordrevet. Den sidste tyske borgmester i denne landsby var Willi Sielaff [bemærkning nødvendig]. Landsbyen blev indlemmet i Darłowo County under navnet "Bobolin".
Indtil 1945 var vandløbets tidligere tyske navn Böbbelin. I 1948 blev det polske navn Bobolin officielt optaget.